# (467140) 2016 ES79
(467140) 2016 ES79 es un asteroide perteneciente al cinturón de asteroides, descubierto el 7 de enero de 2010 por el equipo Spacewatch desde el Observatorio Nacional de Kitt Peak (Arizona, Estados Unidos).